# Didymosalpinx norae
Didymosalpinx norae là một loài thực vật có hoa trong họ Thiến thảo. Loài này được (Swynn.) Keay mô tả khoa học đầu tiên năm 1958.